# Andreu Sotorra i Agramunt
Andreu Sotorra i Agramunt (Reus, 28 de juny del 1950) és un escriptor i periodista català. Resideix a Barcelona i és conegut pel seu treball en el camp de la cultura, la crítica literària i el comentari. Ha exercit com a redactor al diari Avui i ha col·laborat en diversos mitjans com el setmanari El Temps, les revistes Time Out Barcelona i Time Out Cultura, i ha estat crític teatral per a Catalunya Cristiana i Ràdio Estel. També ha estat editor de diverses revistes digitals relacionades amb la cultura.
A més de la seva carrera en periodisme i escriptura, ha estat activista i gestor cultural, duent a terme iniciatives com la creació de l'Associació Cultural Escornalbou i l'Escola de Català Escornalbou per a adults, mestres i llicenciats. Sotorra també ha estat impulsor i fundador de diversos premis literaris, amb un fort compromís amb la promoció de la literatura infantil i juvenil. És membre de diverses institucions literàries i culturals.
Ha publicat més de vint-i-cinc llibres en llengua catalana, principalment novel·la breu i contes, i ha estat guardonat amb diversos premis literaris. Algunes de les seves obres premiades han estat No s'hi invita particularment (Premi Recull, 1979), Ofici de conteste (Premi Joaquim Ruyra de narrativa juvenil, 1982), On para, ara? (Premi Joan Santamaria, 1983), Carboni 14 (Premi Marià Vayreda, 1985), La medalla (Premi El Vaixell de Vapor 1992), Castell de nines (Premi Ciutat de Mollerussa, 1997), Kor de Parallamps (Premi Edebé, 2003) i Carezza en W (escrita a internet en temps real).